# Lew McCreary
Lew McCreary (født 21. september 1947) er en amerikansk forfatter, redaktør, og speaker.
McCreary har forfattet tre romaner til sparsomme, men positive anmeldelser, i 1999 blev hans bog The Minus Man gjort til en film med Owen Wilson i hovedrollen som seriemorderen Vann Siegert og flere andre bemærkelsesværdige skuespillere.
McCreary har også skrevet en række upublicerede romaner, der bliver handlet rundt med hans agent. Han er uddannet fra Wesleyan University med en grad i engelsk, og bor i Waltham i Massachusetts i USA.

## Romaner
- Mount's Mistake 1987
- The Minus Man 1991
- The Houseguest 2001